# Oenanthe tabernaemontana
Oenanthe tabernaemontana är en flockblommig växtart som beskrevs av Karl Christian Gmelin. Oenanthe tabernaemontana ingår i släktet stäkror, och familjen flockblommiga växter. Inga underarter finns listade i Catalogue of Life.